# Australia en los Juegos Paralímpicos de Pekín 2022
Australia estuvo representada en los Juegos Paralímpicos de Pekín 2022 por un total de siete deportistas, cinco hombres y dos mujeres.

## Medallistas
El equipo paralímpico australiano obtuvo las siguientes medallas:
| Nombre      | Deporte   | Evento                          |
| ----------- | --------- | ------------------------------- |
| Oro         |           |                                 |
| —           |           |                                 |
| Plata       |           |                                 |
| —           |           |                                 |
| Bronce      |           |                                 |
| Ben Tudhope | Snowboard | Campo a través SB-LL2 masculino |